# Sauk

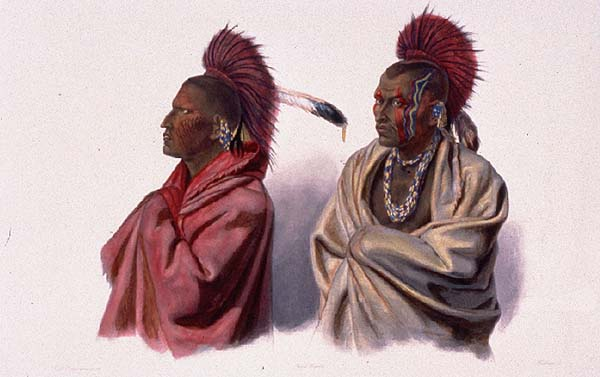
Massika, un indio sauk, a la izquierda, y Wakusasse, a la derecha, de la tribu meskwaki. Por Karl Bodmer, aguatinta realizada en San Luis, Misuri en marzo o abril de 1833 cuando Massika abogó por la liberación del jefe tribal Halcón Negro después de la Guerra de Halcón Negro

Los sauk o sac son un grupo de nativos estadounidenses del grupo cultural Eastern Woodlands, que vivían principalmente en la región de lo que ahora es Green Bay, Wisconsin, cuando los franceses los encontraron por primera vez en 1667. Su autónimo es oθaakiiwaki, y su exónimo es ozaagii(-wag) en idioma ojibwa. Este último nombre fue transcrito al francés y al inglés por los colonos de esas culturas. Hoy tienen tres tribus reconocidas a nivel federal, junto con los meskwaki (o fox), ubicadas en Iowa, Oklahoma y Kansas .

## Historia
Algunas historias orales ojibwe ubican a los sauk en el valle de Saginaw algún tiempo antes de la llegada de los europeos. Las tradiciones sauk afirman que la tribu ocupó las cercanías del río Saginaw. En esta tradición, el nombre 'Saginaw' proviene del ojibwe "O-Sauk-e-non", que significa "tierra de los sauks" o "donde estaban los sauks". Aproximadamente entre los años 1638 y 1640, se cree que se produjo una feroz batalla que casi aniquiló a toda la tribu sauk. La historia cuenta que los chippewa habitaban las tierras al norte de la bahía de Saginaw, y el clima más duro del norte causó más dificultades en la prosperidad en comparación con el de los sauk que ocupaban el área del valle de Saginaw. Los chippewa se aliaron con los ottawa, que residían al sur de los sauk, y lanzaron una serie de ataques contra la tribu sauk que prácticamente diezmaron a su pueblo. Uno de esos ataques, la batalla de Skull Island, ocurrió en una isla que ahora se llama Skull Island en Míchigan. En esta batalla, se dice que los sauk habían usado sus barcos para cruzar parte del río, escapar a la isla y estar temporalmente libres de sus atacantes. Pero cuando llegó la mañana, el hielo había solidificado el río lo suficiente como para que los chippewa lo cruzaran. Mataron a todos los miembros de la tribu sauk que habían huido a esa isla además de doce mujeres a las que luego enviaron al oeste del río Misisipi.
Pero los sauk pueden haber sido registrados erróneamente como viviendo en este lugar cerca del lago Hurón en ese momento. Hay poca evidencia arqueológica de que los sauk vivieran en el área de Saginaw. A principios del siglo XVII, cuando los nativos le dijeron al explorador francés Samuel de Champlain que la nación sauk estaba ubicada en la orilla oeste del lago Míchigan, Champlain los colocó por error en la orilla occidental del lago Hurón. Este error se copió en mapas posteriores y las referencias futuras lo identificaron como la tierra de los sauk. Champlain nunca visitó lo que ahora es Míchigan.

## Sistema de clanes

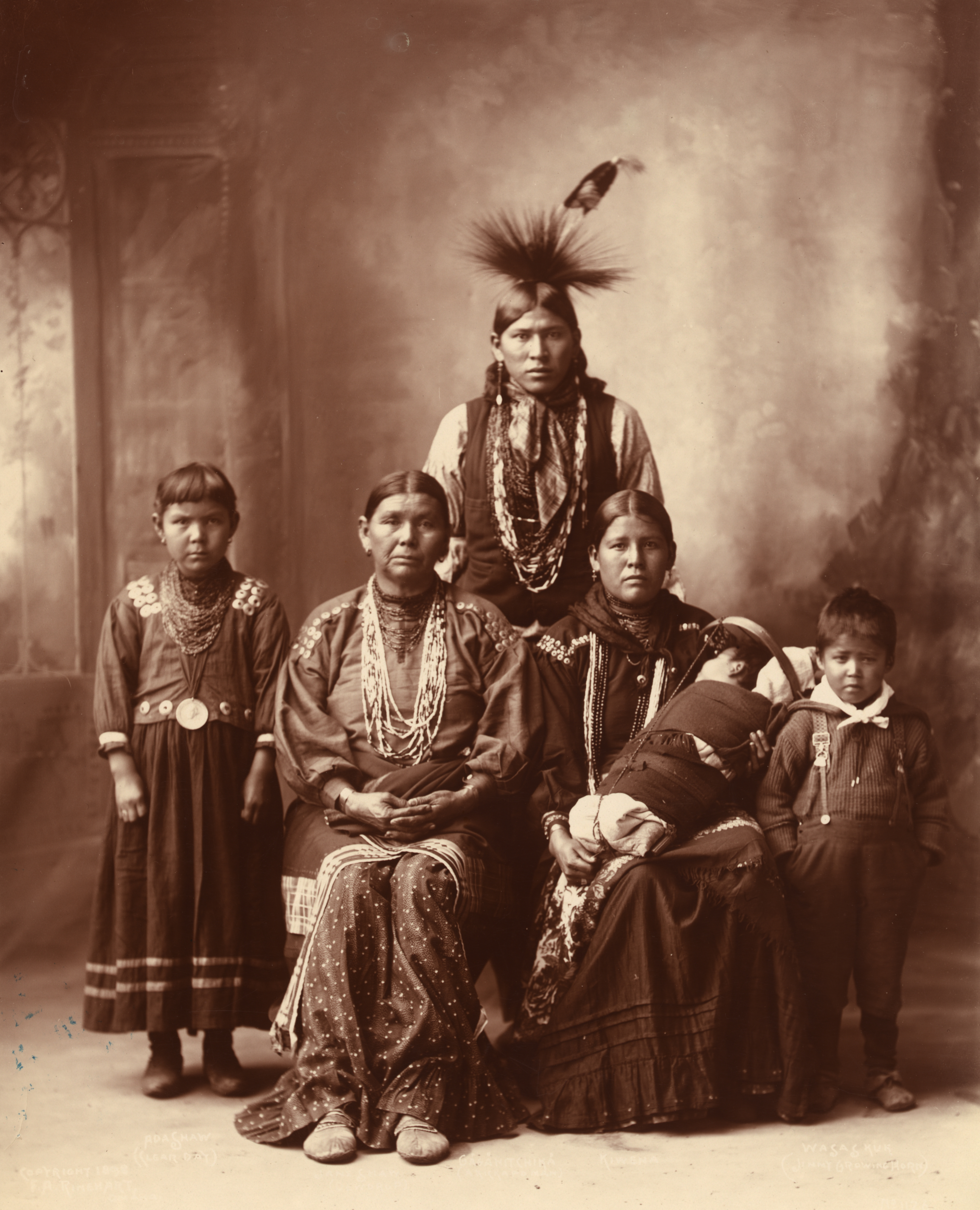
Familia sauk fotografiada por Frank Rinehart en 1899

Originalmente, los sauk tenían un sistema de clan patrilineal y exógamo, en el que la descendencia y la herencia se trazaban a través del padre. Los clanes o Mîthonî se distinguen y nombran sobre la base de los animales totémicos, que son: Mahkwithowa (Clan del oso), Amehkwithowa (Clan del castor), Peshekethiwithowa (Clan del ciervo), Ketiwithowa / Mekethiwithowa (Clan del águila), Nemêthithowa (Clan del pez), Wâkoshêhithowa (Clan del zorro), Kehchikamîwithowa (Clan del Océano/Mar/Gran Lago), Keshêhokimâwithowa (Clan de la Paz), Ahpenîthowa (Clan de la Patata), Akônithowa (Clan de la Nieve), Nenemehkiwithowa (Clan del trueno), Manethenôkimâwithowa (Clan del guerrero) y Mahwêwithowa (Clan del lobo).
Saukenuk o Saukietown (hoy: Sitio histórico estatal Black Hawk ) cerca de la desembocadura del río Rock (Sinnissippi - "aguas rocosas") en el Misisipi ( Mäse'sibowi - "gran río"), el asentamiento sauk más importante en los siglos XVIII y XIX con unos 4.000 habitantes, se dividió en 12 distritos, que fueron asignados a los respectivos clanes.
La tribu estaba gobernada por un consejo de jefes de clanes sagrados, un jefe de guerra, el cabeza de familia y los guerreros. Los jefes eran reconocidos en tres categorías: civil, de guerra y ceremonial. Sólo los jefes civiles eran hereditarios. Los otros dos jefes eran reconocidos por bandas después de que demostraban su habilidad o poder espiritual.
Esta forma tradicional de seleccionar jefes de clanes históricos y el gobierno fue reemplazada en el siglo XIX por los Estados Unidos que nombraban líderes a través de sus agentes de la Sac and Fox Agency, o en reservas en el Territorio Indio (actual Oklahoma). En el siglo XX, la tribu adoptó un gobierno constitucional inspirado en la forma de los Estados Unidos. Eligen a sus jefes.

## Tribus reconocidas federalmente
Hoy en día, las tribus Sac y Fox reconocidas a nivel federal son:
- Nación Sac y Fox ("Othakiwaki", que significa: "Gente de la tierra amarilla" ), con sede en Stroud, Oklahoma ;
- Tribu Sac y Fox del Misisipi en Iowa ("Meshkwahkihaki", que significa: "Gente de la tierra roja" ), con sede en Tama, Iowa ; y
- Nación Sac y Fox Nation del Misuri en Kansas y Nebraska ("Nimahahaki"), con sede en Reserve, Kansas.

## Idioma
El idioma sauk es un dialecto de la lengua fox, una de las muchas lenguas algonquinas. Está muy relacionado con los dialectos hablados por las tribus meskwaki y kikapú. Cada uno de los dialectos contiene arcaísmos e innovaciones que los distinguen unos de otros. Sauk y Meskwaki parecen ser los más estrechamente relacionados de los tres, lo que refleja la larga relación de los pueblos. Se considera que el sauk es mutuamente inteligible, hasta cierto punto, con el fox.
En su propio idioma, los sauk en un momento se llamaron a sí mismos asakiwaki [a-'sak-i-wa-ki], "gente de la salida". El pueblo sauk tiene una ortografía silábica para su idioma. Publicaron un Libro básico en 1975, basado en un silabario "tradicional" que existía en 1906. Su objetivo es ayudar a los sauk modernos a aprender a escribir y hablar su lengua ancestral. Alrededor de 1994 se propuso una ortografía más nueva para ayudar en el renacimiento del idioma. El silabario anterior estaba destinado a los hablantes nativos restantes de sauk; la ortografía más reciente se desarrolló para hablantes nativos de inglés, ya que muchos sauk crecen con el inglés como su primer idioma.
El sauk tiene tan pocos hablantes que se considera un idioma en peligro de extinción, al igual que muchas otras nativas de América del Norte.
En 2005, se publicó un Diccionario conciso del idioma sauk utilizando la ortografía romana estándar algonquiana.
En 2012, la Secundaria Shawnee en Shawnee, Oklahoma, comenzó a ofrecer un curso de idioma sauk.